# مهدي مرغم
مهدي مرغم (بالفرنسية: Mehdi Merghem)‏ (19 يوليو 1997 بفرنسا - ) هو لاعب كرة قدم فرنسي في مركز الوسط.

## روابط خارجية
- مهدي مرغم على موقع رابطة كرة القدم الفرنسية للمحترفين (الإنجليزية)
- مهدي مرغم على موقع قاعدة بيانات كرة القدم.إي يو (الإنجليزية)
- مهدي مرغم على موقع ليكيب (الفرنسية)
- مهدي مرغم على موقع Soccerbase.com (لاعب) (الإنجليزية)
- مهدي مرغم على موقع Soccerway.com (الإنجليزية)
- مهدي مرغم على موقع عالم كرة القدم.نت (الإنجليزية)